# Eriocaulon siamense
Eriocaulon siamense är en gräsväxtart som beskrevs av Harold Norman Moldenke. Eriocaulon siamense ingår i släktet Eriocaulon och familjen Eriocaulaceae.
Artens utbredningsområde är Thailand.

## Underarter
Arten delas in i följande underarter:
- E. s. leiophyllum
- E. s. siamense